# Antropora pacifera
Antropora pacifera är en mossdjursart som beskrevs av Gordon 1986. Antropora pacifera ingår i släktet Antropora och familjen Antroporidae. Inga underarter finns listade i Catalogue of Life.